# Molokovói járás

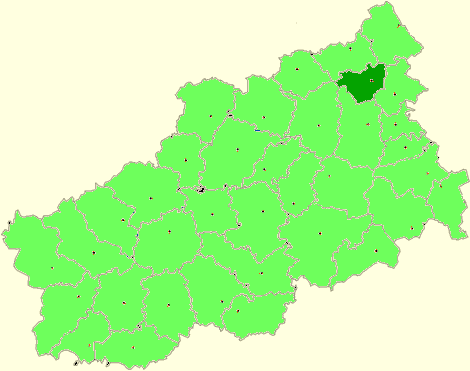
A Molokovói járás a Tveri területen

A Molokovói járás (oroszul Молоковский район) Oroszország egyik járása a Tveri területen. Székhelye Molokovo.

## Népesség
- 1989-ben 8 931 lakosa volt.
- 2002-ben 7 015 lakosa volt.
- 2010-ben 5 235 lakosa volt, melyből 4 876 orosz, 88 örmény, 51 ukrán, 46 csecsen, 24 tadzsik, 20 grúz, 17 karjalai, 16 csuvas, 10 avar stb.